# Ladona (schooner)
Le Ladona est une goélette à deux mâts, à coque bois, construite en 1922 comme yacht privé et lancée au port de Boothbay, dans l'État du Maine aux États-Unis. Son port d'attache est Rockland dans le Maine et elle fait partie de la flotte de la Maine Windjammer Association, qui propose des croisières à la voile à des clients payants.

## Histoire
En 1923, lors de la Coupe des Bermudes, elle a pris la première place de sa catégorie.
Pendant la seconde guerre mondiale, la goélette a servi au sein de l'United States Navy comme navire de patrouille sous-marin à partir de New York. Après la guerre, elle a été rebaptisée Jane Doré et a servi de bateau de pêche à la drague au port de Stonington dans le Connecticut.
En 1971, la goélette a subi une refonte pour devenir un navire-école avec le nom de Nathaniel Bowditch. La goélette a rejoint la flotte du Maine Windjammer Association. Avec 9 cabines, elle reçoit 17 passagers pour des croisières de 3 à 7 nuits de juin à octobre sur le littoral du Maine.